# Miranda (Name)
Miranda ist ein weiblicher Vorname und ein Familienname, auch ein Künstlername und Name einer literarischen Figur.

## Herkunft und Bedeutung
Der Name stammt aus dem Lateinischen und bedeutet die Bewundernswerte (wörtl. die zu Bewundernde).

## Namensträgerinnen

### Vorname
- Miranda Barbour (* 1994), US-amerikanische Serienmörderin
- Miranda Bonansea (1926–2019), italienische Kinderdarstellerin und Synchronsprecherin
- Miranda Campa (1914–1989), italienische Schauspielerin
- Miranda Cosgrove (* 1993), US-amerikanische Schauspielerin
- Miranda J. Fox (* 1989), deutsche Schriftstellerin
- Miranda Fricker (* 1966), britische Philosophin und Professorin
- Miranda Frigon (* 1980), kanadische Schauspielerin, Sängerin und Songschreiberin
- Miranda Garrison (* 1950), US-amerikanische Tänzerin, Choreografin und Schauspielerin
- Miranda Graf (* 1969), Schweizer Minigolferin
- Miranda Hart (* 1972), englische Schauspielerin, Autorin und Stand-up-Kabarettistin
- Miranda July (* 1974), US-amerikanische Multimediakünstlerin
- Miranda Kerr (* 1983), australisches Fotomodell
- Miranda Lambert (* 1983), US-amerikanische Sängerin und Songschreiberin
- Miranda Leonhardt (* 1975), deutsche Schauspielerin, siehe Mimi Fiedler
- Miranda May (* 1996), US-amerikanische Schauspielerin
- Miranda Rae Mayo (* 1990), US-amerikanische Schauspielerin
- Miranda Mikadse (* 1989), georgische Schachspielerin
- Miranda Otto (* 1967), australische Schauspielerin
- Miranda Raison (* 1977), britische Film- und Theaterschauspielerin
- Miranda Ranieri (* 1986), kanadische Squashspielerin
- Miranda Lee Richards (* 1975), US-amerikanische Singer-Songwriterin
- Miranda Richardson (* 1958), britische Schauspielerin
- Miranda Schmidt-Robben (* 1986), niederländische Handballspielerin
- Miranda Schreurs (* 1963), US-amerikanische Politikwissenschaftlerin
- Miranda Seymour (* 1948), britische Literaturwissenschaftlerin, Autorin und Biografin
- Miranda Stewart (* 1954), britische Hispanistin
- Miranda Teboh-Ewungkem (* 1974), kamerunisch-amerikanische Mathematikerin und Hochschullehrerin

### A
- Adauctus Aurélio de Miranda Henriques (1855–1935), brasilianischer Geistlicher, Erzbischof von Paraíba
- Ademar Miranda Júnior (1941–2001), brasilianischer Fußballspieler
- Adriana Miranda (* 1979), kapverdischer Fußballspieler
- Agustín Miranda (Fußballspieler, 1930) (* 1930), paraguayischer Fußballspieler
- Agustín Miranda (Fußballspieler, 1992) (* 1992), uruguayischer Fußballspieler
- Aida Miranda (* 1959), puerto-ricanische Softballspielerin
- Aldo Miranda (1992–2025), mexikanischer Webvideoproduzent
- Alfonso Gerardo Miranda Guardiola (* 1966), mexikanischer Geistlicher, Bischof von Piedras Negras
- Alfredo Luis Miranda (1897–1978), US-amerikanischer Autorennfahrer
- Alípio de Miranda-Ribeiro (1874–1939), brasilianischer Zoologe, Herpetologe und Ichthyologe
- Allan Miranda (* 1987), costa-ricanischer Fußballspieler
- Álvaro Affonso de Miranda Neto (Doda; * 1973), brasilianischer Springreiter
- Álvaro Chordi Miranda (* 1967), spanischer Geistlicher und Weihbischof in Santiago de Chile
- Armando Miranda (1939–1980), brasilianischer Fußballspieler
- Armando de Miranda (1904–1975), portugiesischer Journalist und Filmregisseur
- Ana Miranda (Schriftstellerin) (* 1951), brasilianische Schriftstellerin
- Ana Miranda de Lage (* 1946), spanische Politikerin, MdEP
- Ana Miranda Paz (* 1971), spanische Politikerin (BNG)
- Ana-Maria Miranda (* 1937), französische Sängerin (Sopran)
- Antônio Afonso de Miranda (1920–2021), brasilianischer Ordensgeistlicher, Bischof von Taubaté
- Arturo Miranda (Sportschütze), uruguayischer Sportschütze
- Arturo Miranda (Wasserspringer) (* 1971), kubanisch-kanadischer Wasserspringer
- Athina Onassis de Miranda (* 1985), griechische Springreiterin, Enkelin und Erbin von Aristoteles Onassis, siehe Athina Onassis
- Aurora Miranda (1915–2005), brasilianische Sängerin und Schauspielerin

### B
- Beatriz Miranda-Galarza (* 1971), ecuadorianische Soziologin und Anthropologin
- Braulio Orejas-Miranda (1933–1985), uruguayischer Herpetologe, Naturschützer und Pädagoge
- Bruno Miranda (* 1998), bolivianischer Fußballspieler
- Bruno da Mota Miranda (* 1995), brasilianischer Fußballspieler

### C
- Carlo Miranda (1912–1982), italienischer Mathematiker
- Carlos Miranda (* 1954), puerto-ricanischer Judoka
- Carlos Miranda y Elío (* 1943), spanischer Diplomat
- Carmen Miranda (1909–1955), brasilianische Sängerin und Schauspielerin
- Carmen Miranda Martínez (* 1975), spanische Volleyballspielerin
- Carol Miranda (* 1988), brasilianische Sängerin
- Carolina Miranda (* 1990), mexikanische Schauspielerin
- César Miranda (1884–1962), uruguayischer Politiker und Schriftsteller
- César Garza Miranda (* 1971), mexikanischer Ordensgeistlicher, Weihbischof in Monterrey
- Claudio Miranda, chilenischer Kameramann
- Clifford Miranda (* 1982), indischer Fußballspieler
- Conrado Miranda (1928–2021), salvadorianischer Fußballspieler
- Constancio Miranda Weckmann (* 1952), mexikanischer Geistlicher, Erzbischof von Chihuahua
- Constantino Miranda (1925–1999), spanischer Leichtathlet
- Cuca Miranda (* 1989), kapverdischer Fußballspieler
- Cyril Miranda (* 1985), französischer Skilangläufer

### D
- Damir Miranda (* 1985), bolivianischer Fußballspieler
- Danny Miranda (Musiker) (* 1964), US-amerikanischer Bassist
- Danny Miranda (Baseballspieler) (Danny Miranda Agramonte; * 1978), kubanischer Baseballspieler
- Darío Miranda (1947–2012), mexikanischer Fußballtorhüter
- David Miranda (Radsportler) (David Arnulfo Miranda; * 1942), salvadorianischer Radrennfahrer
- David Miranda (Politiker) (1985–2023), brasilianischer Politiker (PSOL)
- Diamantino Miranda (* 1959), portugiesischer Fußballspieler und -trainer
- Donald Miranda (* 1972), italienischer Wasserspringer
- Dulio Miranda (* 1952), kolumbianischer Fußballspieler

### E
- Edison Miranda (* 1981), kolumbianischer Boxer
- Eduardo Miranda Sousa (1909–1990), peruanischer Ingenieur und Politiker
- Edwin Miranda (* 1981), salvadorianischer Fußballspieler
- Enílton Menezes Miranda (* 1977), brasilianischer Fußballspieler
- Erick Miranda (Fußballspieler) (* 1971), guatemaltekischer Fußballspieler
- Erick Miranda (* 1982), mexikanischer Fußballschiedsrichter
- Érika Miranda (* 1987), brasilianische Judoka
- Ernesto Arturo Miranda (1941–1976), amerikanischer Angeklagter, der ein Grundsatzurteil erwirkte, siehe Miranda v. Arizona
- Estefania Miranda (* 1975), chilenische Choreografin und Kuratorin

### F
- Fátima Miranda, spanische Sängerin und Forscherin
- Felipe Miranda (* 1986), chilenischer Wassersportler
- Fernando Miranda (Sportschütze) (* 1939), puerto-ricanischer Sportschütze
- Fernando Miranda (Fußballspieler) (* 1997), argentinischer Fußballspieler
- Fernando Miranda y Casellas (1842–1925), spanisch-US-amerikanischer Bildhauer
- Fernando Álvarez de Miranda (1924–2016), spanischer Jurist und Politiker
- Flávia R. Miranda, brasilianische Zoologin
- Flora Miranda Seierl (* 1990), österreichische Modedesignerin
- Francisco de Miranda (1750–1816), venezolanischer Revolutionär
- Francisco Miranda (Fußballspieler) (* 1941), paraguayischer Fußballspieler
- Francisco Miranda (Radsportler) (* 1952), portugiesischer Radrennfahrer
- Francisco Miranda Branco (* 1950), osttimoresischer Politiker
- Francisco de Sá de Miranda (1485–1558), portugiesischer Dichter

### G
- Gabino Miranda Melgarejo (* 1960), peruanischer Geistlicher, Weihbischof in Ayacucho o Huamanga
- Gabriel Miranda (* 1968), venezolanischer Fußballspieler
- Gerardo Miranda (Fußballspieler, 1956) (Gerardo Miranda Concepción; * 1956), spanischer Fußballspieler
- Gerardo Miranda (Fußballspieler, 1963) (William Gerardo Miranda Correa; * 1963), uruguayischer Fußballspieler
- Glenda Miranda (* 1985), ecuadorianische Judoka
- Gonzalo Miranda (Radsportler) (* 1979), chilenischer Radsportler
- Gonzalo Miranda (Squashspieler) (* 1989), argentinischer Squashspieler
- Guido Miranda (* 1925), costa-ricanischer Politiker, Staatsbeamter und Arzt

### H
- Hélder Miranda (* 1979), portugiesischer Radrennfahrer
- Hércules de Miranda (1912–1982), brasilianischer Fußballspieler
- Horacio Miranda (* 1931), philippinischer Sportschütze
- Hugo Miranda (1929–1994), chilenischer Radrennfahrer

### I
- Isa Miranda (1905–1982), italienische Schauspielerin
- Ismael Miranda (* 1950), puerto-ricanischer Musiker
- Ietje Paalman-de Miranda (1936–2020), surinamisch-niederländische Mathematikerin
- Iván Miranda (* 1980), peruanischer Tennisspieler

### J
- Jaime Miranda Flamenco (* 1955), salvadorianischer Politiker
- Jesiel Cardoso Miranda (* 1994), brasilianischer Fußballspieler
- João Miranda (Militär), osttimoresischer Freiheitskämpfer und General
- João Miranda (* 1984), brasilianischer Fußballspieler
- João Miranda Teixeira (* 1935), portugiesischer Geistlicher, Weihbischof in Porto
- Joaquim Miranda (1950–2006), portugiesischer Politiker
- Jose Miranda (Taekwondoin), são-toméischer Taekwondoin
- José Miranda (Baseballspieler) (* 1998), puerto-ricanischer Baseballspieler
- José Miranda (Fußballspieler, 1997) (* 1997), angolanischer Fußballspieler
- José Miranda González (1903–1967), spanisch-mexikanischer Historiker
- José Antonio Miranda (Josete Miranda; * 1998), spanisch-äquatorialguineischer Fußballspieler
- José Benedicto Moscoso Miranda (* 1959), guatemaltekischer Geistlicher, Bischof von Jalapa
- José Ely de Miranda (1932–2015), brasilianischer Fußballspieler und -manager, siehe Zito (Fußballspieler)
- José Manuel Miranda (Pepe Miranda; * 1986), kubanischer Fußballtorhüter
- José Miguel Miranda (* 1961), chilenischer Musiker und Komponist
- José Porfirio Miranda (1924–2001), mexikanischer Theologe, Philosoph und Hochschullehrer
- José Salvador Miranda Díaz (* 1971), mexikanischer Leichtathlet
- Joseph Miranda (* 1925), US-amerikanischer Mafioso
- Josete Miranda (* 1998), äquatorialguineischer Fußballspieler
- Juan Miranda (Leichtathlet), argentinischer Leichtathlet
- Juan Miranda (Schauspieler) (1941–2009), mexikanischer Schauspieler
- Juan Miranda (Schwimmer) (* 1968), salvadorianischer Schwimmer
- Juan Miranda (Baseballspieler) (* 1983), kubanischer Baseballspieler
- Juan Miranda (Fußballspieler) (* 2000), spanischer Fußballspieler
- Juan Carreño de Miranda (1614–1685), spanischer Maler des Barock
- Juan Carlos Miranda (Schriftsteller) (* 1975), ecuadorianischer Schriftsteller
- Juan Carlos Miranda (Musiker) (1917–1999), argentinischer Tangosänger
- Juan Pablo Miranda (Musiker) (1906–1986), kubanischer Flötist und Komponist
- Juan Pablo Miranda (Schauspieler) (*  1980), chilenischer Schauspieler
- Julio Cesar Miranda (* 1980), mexikanischer Boxer
- Julius Caesar de Miranda (1906–1956), surinamischer Jurist und Politiker

### K
- Kuca Miranda (* 1989), kapverdischer Fußballspieler

### L
- Leonardo de Miranda Pereira (* 1936), brasilianischer Geistlicher, Bischof von Paracatu
- Lin-Manuel Miranda (* 1980), US-amerikanischer Schauspieler, Komponist und Rapper
- Lorena Miranda (* 1991), spanische Wasserballspielerin
- Luis Miranda (Fußballspieler, 1919) (* 1919), spanischer Fußballspieler
- Luis Miranda (Maler) (1932–2016), kolumbianischer Maler
- Luis Miranda (Fußballspieler, 1950) (* 1950), chilenischer Fußballspieler
- Luis Miranda (Fußballspieler, 1997) (* 1997), kolumbianischer Fußballspieler
- Luis Miranda Rivera (* 1954), puerto-ricanischer Ordensgeistlicher, Bischof von Fajardo-Humacao
- Luis Daniel Miranda (* 1971), nicaraguanischer Baseballspieler
- Luperce Miranda (1904–1977), brasilianischer Mandolinist und Komponist

### M
- Marcelo Miranda (* 1967), chilenischer Fußballspieler
- Marco Miranda (* 1998), Schweizer Eishockeyspieler
- Marcos Miranda Guedes (1924–2001), portugiesischer Architekt
- Mario Miranda (Cartoonist) (auch Mario de Miranda; 1926–2011), indischer Cartoonist
- Mario Miranda (Mathematiker) (1937–2017), italienischer Mathematiker und Hochschullehrer
- Mario Miranda (Boxer) (Mario Miranda Marañón; * 1960), kolumbianischer Boxer
- Mário de Miranda Vilas-Boas (1903–1968), brasilianischer Geistlicher, Erzbischof von Paraiba
- Marlui Miranda (* 1949), brasilianische Musikethnologin und Musikerin
- Maximino Martínez Miranda (* 1951), mexikanischer Geistlicher, Weihbischof in Toluca
- Megan Miranda, US-amerikanische Schriftstellerin
- Michele Miranda (1896–1973), US-amerikanischer Mobster
- Miguel Miranda (Fußballspieler) (Miguel Eduardo Miranda Campos; 1966–2021), peruanischer Fußballspieler
- Miguel Miranda (Leichtathlet) (* 1969), mexikanischer Sprinter
- Miguel Miranda (Basketballspieler) (Miguel Ângelo Saraiva Miranda; * 1978), portugiesischer Basketballspieler
- Miguel Ángel Miranda (* 1983), venezolanischer Boxer
- Miguel Angel Aguilar Miranda (1939–2025), ecuadorianischer Geistlicher, Militärbischof von Ecuador
- Miguel Darío Miranda y Gómez (1895–1986), mexikanischer Geistlicher, Erzbischof von Mexiko
- Monne de Miranda (1875–1942), niederländischer Politiker und Gewerkschafter
- Montxu Miranda (* 1976), spanischer Leichtathlet
- Murillo de Miranda Bastos Júnior (* 1920), brasilianischer Diplomat

### N
- Nelson Miranda (* 1990), guatemaltekischer Fußballspieler
- Nene Miranda (* 1979), kapverdischer Fußballspieler
- Nina Miranda (Sängerin, 1925) (eigentlich Nelly María Hunter Fernández; 1925–2012), uruguayische Sängerin
- Nina Miranda (Sängerin, 1970) (Nina Isabela Rocha Miranda; * 1970), britische Sängerin

### O
- Octávio Augusto Chagas de Miranda (1881–1959), brasilianischer Geistlicher, Bischof von Pouso Alegre
- Olga Miranda (* 1982), paraguayische Fußballschiedsrichterin
- Olímpio Miranda Branco, osttimoresischer Diplomat und Politiker, siehe Olímpio Branco
- Osvaldo Miranda (1887–??), kubanischer Fechter

### P
- Paterno Miranda (* 1930), philippinischer Sportschütze
- Patricia Miranda (* 1979), US-amerikanische Ringerin
- Paulo Miranda (Regisseur, 1974) (* 1974), brasilianischer Filmregisseur, Produzent und Drehbuchautor
- Paulo Miranda (Fußballspieler, 1974) (Paulo Miranda de Oliveira; * 1974), brasilianischer Fußballspieler
- Paulo Miranda (Fußballspieler, 1988) (Jonathan Doin; * 1988), brasilianischer Fußballspieler
- Paulo Miranda (Schauspieler), Schauspieler
- Paulo Miranda (Regisseur, II), Filmregisseur, Produzent und Drehbuchautor
- Paulo José Miranda (* 1965), portugiesischer Schriftsteller, Dichter und Philosoph
- Pedro Miranda (* 1948), mexikanischer Leichtathlet
- Pia Miranda (* 1973), australische Schauspielerin

### R
- Rafael Valdivieso Miranda (* 1968), panamaischer Geistlicher, Bischof von Chitré
- Rafaela de Miranda Travalao (* 1988), brasilianische Fußballspielerin, siehe Rafinha (Fußballspielerin)
- Robert Michael Miranda (* 1952), indischer Geistlicher, Bischof von Gulbarga
- Roberto Miranda (* 1944), brasilianischer Fußballspieler
- Roberto Miranda (Musiker) (* ≈1945), US-amerikanischer Jazzmusiker
- Roderick Miranda (Roderick Jefferson Gonçalves Miranda, * 1991), portugiesischer Fußballspieler
- Ronaldo Miranda (* 1948), brasilianischer Komponist

### S
- Salvador Miranda (Bibliothekar) (1939–2024), kubanisch-US-amerikanischer Bibliothekar und Kirchenhistoriker
- Salvador Miranda (Boxer) (* 1949), nicaraguanischer Boxer
- Salvador Miranda (Leichtathlet) (* 1971), mexikanischer Langstrecken- und Hindernisläufer
- Salvador Miranda Calderín (* 1957), kanarischer Wirtschaftswissenschaftler und Historiker
- Santiago Miranda (* 2001), schweizerisch-argentinischer Fußballspieler
- Sebastián Miranda (* 1980), chilenischer Fußballspieler
- Soledad Miranda (1943–1970), portugiesische Schauspielerin

### T
- Tânia Miranda (* 1958), brasilianische Leichtathletin
- Teodoro Enrique Pino Miranda (1946–2020), mexikanischer Geistlicher, Bischof von Huajuapan de León
- Tony Miranda (1919–2001), US-amerikanischer Musiker
- Torcuato Fernández-Miranda (1915–1980), spanischer Politiker

### V
- Valeria Miranda (* 1986), argentinische Handballspielerin
- Víctor Miranda (* 1982), panamaischer Fußballspieler
- Vitor Hugo de Miranda (* 1996), brasilianischer Leichtathlet

### Y
- Yesenia Miranda (* 1994), salvadorianische Geherin

## Künstlername
- Miranda, Künstlername von João Miranda de Souza Filho (* 1984), brasilianischer Fußballspieler

## Name einer Kunstfigur
- Miranda, die Tochter des Prospero im Theaterstück Der Sturm von William Shakespeare
- Miranda Sings, Youtube-Persönlichkeit, die von Colleen Ballinger verkörpert wird